# シティ・オブ・ベルリン (客船)
シティ･オブ･ベルリン（英:SS City of Berlin）は、ケード・アンド・カンパニーによって建造された客船である。後に2度の改名を行った。

## 概要
シティ・オブ・ベルリンは1874年に進水、インマン・ラインへと引き渡された後、リヴァプール - ニューヨーク間の航路に就航した。同時に郵便物を運ぶサービスも行っていた。
1875年12月、シティ・オブ・ベルリンはクイーズタウン - ニューヨーク間を7日18時間2分（速力15.21ノット）で横断し、ブルーリボン賞に輝いた。
その後の航海で2度ほどトラブルがあり、他の船舶に引っ張ってもらうというアクシデントがあった。シティ・オブ・ベルリンのエンジンは効率が悪く、一日に120トンもの石炭を使用していたため、1887年にエンジンを改装した。シティ・オブ・ベルリンはインマン・ラインとアメリカン・ラインが合併したあともそのまま使用され続けたが、船名がベルリン（Berlin）と短くなった。
1898年、ベルリンは米西戦争の勃発に伴いアメリカ政府に徴用され、ミード（Meade）と改名した。ミードはフィリピンへ輸送船として兵士を運び、戦争で大きく損傷した。その後修理され第一次世界大戦などで輸送船として使用され続け、1921年にスクラップとなった。
| 記録              | 記録                                               | 記録              |
| ----------------- | -------------------------------------------------- | ----------------- |
| 先代 ゲルマニック | ブルーリボン賞 (船舶)（西回り航路）保持船舶 1875年 | 次代 ブリタニック |
| 先代 バルチック   | ブルーリボン賞 (船舶)（東回り航路）保持船舶 1875年 | 次代 ゲルマニック |